# 伊桑阿
伊桑阿（转写：Isangga；1638年—1703年），伊尔根觉罗氏，满洲正黄旗人，满洲进士出身，历任吏、户、礼、兵、工五部尚书，官至文华殿大学士，深得康熙帝倚重，死后谥文端，乾隆年间入祀贤良祠。其妻為清代女詩人烏雲珠(又名蕊仙)，着有《絢春堂吟草》，封一品夫人，烏雲珠是康熙朝大臣索額圖之女兒。

## 生平
伊桑阿家族世居瓦尔喀，祖父卓礼喀跟随族人赫臣于后金初期归附。伊桑阿为顺治乙未科（1655年）满榜进士出身，以礼部六品笔帖式转授礼部主事。康熙十二年八月（1673年），屡次升迁至内阁侍读学士，十月，为内阁学士，次年（1674年）十二月，充任经筵讲官。康熙十四年（1675年），升任礼部右侍郎，不久调户部，十五年（1676年）十月，奉命同工部尚书冀如锡视察淮河、扬子江各处河道工程。十六年四月，转任户部左侍郎，不久升工部尚书，八月调户部尚书。当时恰逢三藩之乱，吴三桂盘踞湖南，清廷决定创建舟师，自岳州入洞庭，断吴军饷道，命伊桑阿赴江南督造战舰。次年（1677年），又奉命同刑部侍郎禅塔海拜谒茶陵、督造战舰。
康熙二十一年（1682年），黄河决堤，伊桑阿奉命赴江南视察，不久又奉命筹备海运，上疏说道，“黄河运道，非独输挽天庾，即商贾百货，赖以通行，国家在所必治。若海运，先需造船，所费不赀；且胶、莱诸河久淤，开浚匪易。”康熙帝表示认同。同年冬天，俄罗斯侵犯边境，命伊桑阿往宁古塔造船以备征调，再调吏部。二十三年夏（1684年），时逢干旱，与王熙等清刑狱。秋天，随康熙帝南巡，命阅视海口。伊桑阿历兵、礼二部尚书，二十七年（1688年），拜文华殿大学士，兼吏部，充《三朝国史》总裁。三十六年，康熙帝亲征噶尔丹，命伊桑阿往宁夏设驿站，其后与大学士阿兰泰充平定朔漠方略总裁官。
伊桑阿主政十五年，特别留意刑狱，每当康熙帝有问题，伊桑阿都能对答，同僚也佩服其对刑狱的了解。康熙帝勾决死刑时，伊桑阿与大学士王熙、吴琠及学士韩菼等以折本请旨，康熙帝说，“人命至重，今当勾决，尤宜详慎。尔等苟有所见，当尽言。”伊桑阿乃举出案情可疑者十余人，皆得缓死。康熙帝缓缓答复，“此等所犯皆当死，犹曲求其可生之路，不忍轻毙一人。因念淮、扬百姓频被水害，死者不知凡几。河患不除，朕不能暂释于怀也。”伊桑阿遂讲述灾民困苦的情形，康熙帝下诏免淮、扬来年田赋。康熙三十七年（1697年），伊桑阿以年老乞休。康熙帝对阿兰泰谈道，“伊桑阿厚重老成，宣力年久。尔二人自任阁事，推诚布公，不惟朕知之，天下无不知者。伊桑阿虽年老求罢，朕不忍令去也。”四十一年（1702年），伊桑阿因病再度请求退休，康熙帝诏许以原官致仕。次年（1703年）病卒，年六十六岁，谥文端，乾隆中期，入祀贤良祠。
任《大清会典》（1690）编纂总裁。
伊桑阿之墓现为北京市文物保护单位。

## 家庭
- 子副都統伊都善、御史伊克善、山西巡抚伊都立。其中伊都立之子副都统福增额为怡亲王胤祥女婿，封和硕额驸[2]。

### 引注
1. 1 2 3  赵尔巽等 1998，第9701頁
2. 1 2  弘昼 2002，第201頁
3. 1 2 3 4 5 6  佚名 & 王钟翰注解 1987，第628頁
4. 1 2 3 4 5 6 7 8 9  赵尔巽等 1998，第9702頁
5. ↑  佚名 & 王钟翰注解 1987，第629頁

## 外部連結
- 中央研究院：伊桑阿 （页面存档备份，存于）

| 官衔              | 官衔                                                                                     | 官衔          |
| ----------------- | ---------------------------------------------------------------------------------------- | ------------- |
| 前任： 介山       | 吏部滿尚書 康熙二十二年六月戊寅－康熙二十四年五月己丑 1683年7月1日 - 1685年7月1日        | 繼任： 達哈他 |
| 前任： 常鼐       | 清朝工部滿尚書 康熙十六年四月丙寅 - 康熙十六年八月辛未 1677年5月21日 - 1677年9月23日     | 繼任： 瑪喇   |
| 前任： 哈占       | 清朝兵部滿尚書 康熙二十四年五月己丑 - 康熙二十六年二月辛亥 1685年7月1日 - 1687年3月15日  | 繼任： 鄂爾多 |
| 前任： 諾敏       | 清朝禮部滿尚書 康熙二十六年二月辛亥 - 康熙二十七年二月甲寅 1687年3月15日 - 1688年3月12日 | 繼任： 麻爾圖 |
| 前任： 覺羅勒德洪 | 清朝戶部滿尚書 康熙十六年八月辛未 - 康熙二十二年六月戊寅 1677年9月23日 - 1683年7月1日    | 繼任： 杭艾   |